# Катастрофа Turbo Otter под Алекнагиком
Крушение «Turbo Otter» под Алекнагиком — крушение одномоторного самолета короткого взлета и посадки DHC-3 Otter, произошедшее 9 августа 2010 года в районе города Алекнагик, штата Аляска вскоре после взлёта. Из восьми пассажиров на борту и одного члена экипажа (пилот) выжившими оказались лишь четверо человек. Среди погибших был Теодор Стивенс — американский политик, сенатор США от штата Аляска c 1968 по 2009 год.

## Транспорт
De Havilland Canada DHC-3 Otter является самолетом короткого взлета и посадки компания de Havilland Canada, который был разработан и сконструирован в 1951 году. В отличие от своего предшественника «Бивер», новая модель была значительно больше по габаритам и грузоподъёмности (более тонны). Транспорт, что потерпел крушение, был 1957 года выпуска и был переоборудован под использование турбовинтового двигателя.

## Пассажиры
На борту самолёта, помимо пилота, находилось восемь пассажиров. Компания держала путь в один из лагерей для спортивной рыбалки. Среди них были:
- Теодор Стивенс — бывший сенатор от штата Аляска с 1968 по 2009 год;
- Уильям Филлипс (старший) (англ. William "Bill" Phillips) — адвокат, лоббист, директор и начальник штаба кандидата Стивенса 1981—1986 год;
- Уильям Филлипс (младший) (англ. William "Willy" Phillips Jr.) — тринадцатилетний сын Уильяма Филлипса старшего;
- Джеймс Морхард[англ.] (англ. James Morhard) — лоббист, бывший начальник Комитета по ассигнованиям Сената;
- Шон О`Киф[англ.] — бывший председатель Airbus Group, Inc., бывший министр ВМФ США, бывший руководитель НАСА, бывший председатель Университета штата Луизиана;
- Кевин О’Киф (англ. Kevin O'Keefe) — сын Шона О`Кифа;
- Терри Смит (англ. Terry Smith) — пилот;
- Дана Тиндалл (англ. Dana Tindall) — вице-президент телекоммуникационной компании GCI (владелица самолёта);
- Кори Тиндал (англ. Corey Tindall) — шестнадцатилетняя дочь Даны Тиндалл[3][4][5]

## Авария
В день полёта 9 августа 2010 года DHC-3 Otter погода над Алекнагиком установилась облачная, с периодическими осадками в виде дождя. Однако после полудня погода улучшилась и видимость стала более отчетлива. Самолет взлетел в 15:00 от одного из расположенных вокруг лагерей для спортивной рыбалки. Когда в 18:00 был совершен звонок из аэропорта в лагерь рыбалки с целью выяснить, когда группа намерена вернуться — стало понятным, что самолет потерпел крушение на пути возвращения. Учитывая особенности местности и неблагоприятные окружающие условия, было принято решение о незамедлительной спасательной операции с привлечением авиации и вертолётов. Около 19:30 один из добровольцев обнаружил обломки самолёта в тридцати минутах от места начала поиска. Позже было установлено, что транспорт потерпел крушение на тридцатиградусном лесистом склоне горного района Диллингхем. После этого к месту катастрофы был направлен вертолет для поиска выживших. Выжившими оказались: Уильям Филлипс младший, сын Уильяма Филлипса, Джеймс Морхард, Шон О`Киф и его сын Кевин. Среди погибших были: Теодор Стивенс, Уильям Филлипс старший, Дана Тиндалл и её дочь Кори, пилот Терри Смит.

## Расследование
Сразу начавшееся расследование выявило, что система предупреждения об опасности TAWS была отключена пилотом по непонятным причинам. Каких-либо сигналов об опасности или бедствии не поступало к наземным службам. Более того, звуковая запись в кабине пилота не велась и записи с бортовых самописцев (чёрные ящики) отсутствуют. Ввиду отсутствия прямых улик, доказывающих вину пилота или неисправность оборудования самолета, после проведения расследования официальная причина катастрофы до сих пор не озвучена.